# Bishop's Falls
Bishop's Falls è un comune del Canada, situato nella provincia di Terranova e Labrador, nella divisione No. 6.